# 錢輝裔
钱辉裔（？—？），南直隶应天府上元縣匠籍，苏州府长洲县人。明朝政治人物。

## 生平
万历四十六年（1618年）戊午科应天乡试举人，天啓五年（1625年）乙丑科進士，历官礼部主事、四川剑南道。